# 片岡芦燕 (6代目)
六代目 片岡 芦燕（ろくだいめ かたおか ろえん、1926年11月15日 - 2011年12月25日）は歌舞伎役者。屋号は松嶋屋。定紋は七つ割丸に二引、替紋は銀杏鶴。本名は片岡 大輔（かたおか だいすけ）。舞踊家としての名取名は藤間 藤彦（ふじま ふじひこ）。兄に十三代目片岡我童、二代目市村吉五郎がいる。

## 来歴
1926年（大正15年）十二代目片岡仁左衛門の三男として大阪に生まれる。1934年（昭和9年) 6月の東京歌舞伎座、安中草三を題材とした真山青果作『初袷秋間祭（はつあわせあきまのまつり）』の倅で本名の片岡大輔で初舞台。1959年（昭和34年) 10月歌舞伎座『黒手組曲輪達引』（黒手組の助六）の徳之助、『摂政関白』の僧智円、『半七捕物帳』の子分で、六代目片岡芦燕を襲名する。
若くして後ろ盾となる父・仁左衛門を失った（片岡仁左衛門一家殺害事件）ため、兄・我童や澤村訥子、三代目中村時蔵、寿美蔵時代の市川寿海、海老蔵時代の十一代目市川團十郎、尾上菊五郎劇団などを転々とした。
1965年（昭和40年）4月、伝統歌舞伎保存会会員の第一次認定を受ける。
その後、市川猿之助一座に所属し、『与話情浮名横櫛』（切られ与三）の蝙蝠安、『恋飛脚大和往来・封印切』の治右衛門、『彦山権現誓助剣』（毛谷村）の斧右衛門、『菅原伝授手習鑑・車引』の時平など、時代物、世話物の脇役として舞台を引き締めていた。
2011年（平成23年）12月25日、急性心筋梗塞により逝去。85歳没。最後の舞台は2007年（平成19年）9月歌舞伎座の『二條城の清正』の浅野紀伊守幸長。
「かぶき手帖」2010年版の歌舞伎俳優名鑑のプロフィールでは、執筆を担当した演劇評論家の上村以和於が「個性的でありながら多彩で、妙に突出して邪魔をすることはない。古強者《ベテラン》とはこういう人をいうのだという、まるで辞書の定義のようだ。」と評している。また学究肌で歌舞伎の知識も豊富な博覧強記な人物としても知られた。

## 受賞歴
- 1992年（平成4年） - 歌舞伎座賞
- 1995年（平成7年） - 松竹会長賞
- 1997年（平成9年） - 真山青果賞特別功労賞

## 脚註
1. 1 2  “歌舞伎俳優名鑑 想い出の名優編「六代目片岡芦燕」”.   公益財団法人 日本俳優協会. 2017年11月15日閲覧。
2. ↑  歌舞伎俳優の片岡芦燕さん死去 産経新聞 2011年12月25日閲覧
3. ↑  “片岡芦燕さんご逝去”.   公益財団法人 日本俳優協会 (2011年12月26日). 2017年11月15日閲覧。
4. ↑  『かぶき手帖』2010年版（編・発行 日本俳優協会、松竹株式会社、社団法人伝統歌舞伎保存会）ISBN-978-4-902675-06-1